# Атанасиадис, Йоргос
Йоргос Атанасиадис (греч. Γιώργος Αθανασιάδης; род. 7 апреля 1993[…], Салоники) — греческий футболист, вратарь клуба «Арис» (Салоники).

## Биография
Воспитанник клубов «Ираклис» и «Этникос» (Сохос). Начал профессиональную карьеру в клубе «Пантракикос». В чемпионате Греции дебютировал 27 октября 2012 года в матче против «Паниониоса» (1:2). В 2014 году вызвался в стан молодёжной сборной Греции до 21 года, но за команду так и не сыграл. После того, как «Пантракикос» в сезоне 2015/16 вылетел из греческой высшей лиги, Атанасиадис перешёл в «Астерас». В составе команды впервые сыграл в еврокубках, проведя летом 2018 года два поединка в квалификации Лиги Европы против шотландского «Хиберниана» (3:4).
Летом 2019 года, после того как АЕК покинул вратарь Макис Янникоглу, ему на смену на правах свободного агента был подписан Йоргос Атанасиадис, заключивший с афинским клубом четырёхлетний контракт. Первый сезон в АЕКе Атанасиадис провёл в качестве третьего вратаря, уступая место в основе Василиосу Баркасу и Панайотису Цинтотасу. Со второй половины сезона 2020/21 Йоргос являлся основным вратарём клуба.
18 июня 2021 года на правах годичной аренды перешёл в молдавский «Шериф». В составе команды впервые сыграл 26 июня 2021 года в игре за Суперкубок Молдавии против «Сфынтул Георге» (2:2 в основное время и 2:4 по пенальти). 1 июля 2021 года дебютировал в чемпионате Молдавии в матче против «Бэлць» (0:1). Вместе с партнёрами впервые в истории «Шерифа» и молдавского футбола добился выхода в групповой этап Лиги чемпионов УЕФА, являясь основным вратарём команды.

## Личная жизнь
Женат, воспитывает одного сына.

## Статистика
| Клуб             | Сезон            | Лига               | Лига  | Лига | Кубок | Кубок | Еврокубки | Еврокубки | Другое | Другое | Всего | Всего |
| Клуб             | Сезон            | Дивизион           | Матчи | Голы | Матчи | Голы  | Матчи     | Голы      | Матчи  | Голы   | Матчи | Голы  |
| ---------------- | ---------------- | ------------------ | ----- | ---- | ----- | ----- | --------- | --------- | ------ | ------ | ----- | ----- |
| Пантракикос      | 2012/13          | Чемпионат Греции   | 2     | −2   | 0     | 0     | —         | —         | —      | —      | 2     | −2    |
| Пантракикос      | 2013/14          | Чемпионат Греции   | 8     | −9   | 0     | 0     | —         | —         | —      | —      | 8     | −9    |
| Пантракикос      | 2014/15          | Чемпионат Греции   | 25    | −29  | 2     | -2    | —         | —         | —      | —      | 27    | −31   |
| Пантракикос      | 2015/16          | Чемпионат Греции   | 24    | −39  | 1     | 0     | —         | —         | —      | —      | 25    | −39   |
| Пантракикос      | Всего            | Всего              | 59    | −79  | 3     | −2    | —         | —         | —      | —      | 62    | −81   |
| Астерас          | 2016/17          | Чемпионат Греции   | 3     | −6   | 4     | −2    | —         | —         | —      | —      | 7     | −8    |
| Астерас          | 2017/18          | Чемпионат Греции   | 30    | −24  | 4     | −5    | —         | —         | —      | —      | 34    | −29   |
| Астерас          | 2018/19          | Чемпионат Греции   | 8     | −8   | 7     | −10   | 2         | −4        | —      | —      | 17    | −22   |
| Астерас          | Всего            | Всего              | 41    | −38  | 15    | −17   | 2         | −4        | —      | —      | 58    | −59   |
| АЕК              | 2019/20          | Чемпионат Греции   | 0     | 0    | 0     | 0     | 0         | 0         | —      | —      | 0     | 0     |
| АЕК              | 2020/21          | Чемпионат Греции   | 19    | −27  | 1     | −2    | 1         | −3        | —      | —      | 21    | −32   |
| АЕК              | Всего            | Всего              | 19    | −27  | 1     | −2    | 1         | −3        | —      | —      | 21    | −32   |
| → Шериф          | 2021/22          | Чемпионат Молдавии | 3     | −1   | 0     | 0     | 9         | −2        | 1      | −2     | 11    | −4    |
| Всего за карьеру | Всего за карьеру | Всего за карьеру   | 122   | −145 | 19    | −21   | 12        | −9        | 1      | −2     | 154   | −177  |

### Государственные награды
- Орден Почёта (30 декабря 2021 года, ПМР) — за большой вклад в развитие футбола, высокие спортивные достижения, волю к победе, стойкость и целеустремлённость, проявленные в самом престижном клубном турнире мира — Лиге чемпионов УЕФА, и в связи с 25-летием со дня образования закрытого акционерного общества "Спортивный клуб «Шериф»[11]